# カイス・シャイェステ
カイス・シャイェステー（Qays Shayesteh、1988年3月22日 - ）は、アフガニスタン・カーブル出身の同国代表のサッカー選手。ポジションはミッドフィールダー。

## 経歴
2008年にFCトゥウェンテのユースチームからヘラクレス・アルメロのトップチームへ移籍した。プロ1年目はエールディヴィジで6試合に出場した。2年目は、新たに就任したヘルトヤン・フェルベーク監督の下では1年目よりも試合に出られず、契約を更新しないことを言い渡された。
2010年にSCフェーンダムへアマチュア契約として入団。2010-11シーズン冬にFCエメンとプロ契約を結んだ。シャイェステーは、ここでFCトゥウェンテのユースチームで共に働いたレネ・ヘイク監督と再会した。

## 代表
オランダ国籍を取得していたため、U-19オランダ代表への招集経験があり、U-19イングランド代表戦ではベンチ入りしていたが、A代表はアフガニスタン代表でプレーすることを選択した。2011年4月9日のスリランカ戦で途中出場で代表デビューをした。

## 家族
弟のファイサル・シャイェステもアフガニスタン代表のサッカー選手。

## 所属クラブ
- ヘラクレス・アルメロ 2008-2010
- SCフェーンダム 2010
- FCエメン 2011